# 金田愛奈
金田 愛奈（かねだ まな、1998年7月9日 - ）は、日本の女子バスケットボール選手である。ポジションはシューティングガード。Wリーグのトヨタ自動車アンテロープス所属。

## 来歴
大阪府出身。
大阪薫英女学院高校から大阪人間科学大に進学。
2021年、シャンソンVマジックにアーリーエントリー、卒業後正式加入。
2024年、トヨタ自動車に移籍。